# O'Donnell (famiglia)
Gli O'Donnell (irlandese: Ó Dónaill, Ó Domhnaill, Ó Doṁnaill o Ua Domaill) sono un'antica e potente famiglia irlandese, re, principi e signori di Tyrconnell (Tír Chonaill in irlandese, ora Contea di Donegal), e i principali alleati e talvolta rivali degli O'Neill in Ulster.

## Storia
Come la famiglia O'Neill, anche quella degli O'Donnell di Tyrconnell discende dagli Uí Néill, cioè dai discendenti di Niall dei Nove Ostaggi, Re supremo d'Irlanda all'inizio del V secolo; gli O'Neill, o Cenél nEógain, tracciano il loro pedigree da Eógan mac Néill, mentre gli O'Donnell, o Cenél Conaill, da Conall Gulban, entrambi figli di Niall. Conall fu battezzato da San Patrizio.
Il primo capo clan degno di nota fu Gofraidh Ó Domhnaill, figlio di Domhnall Mór Ó Domhnaill. Nel 1257, Gofraidh fu vittorioso nella battaglia di Creadran-Cille contro Brian Ua Néill. Alla morte di Gofraidh, in seguito alle ferite subite durante la battaglia, gli successe  suo fratello Domhnall Óg, che tornò dalla Scozia in tempo per resistere con successo alle richieste di Ó Néill. Nel corso del tempo, il re O'Donnell di Tyrconnell divenne noto come "Re Pescatore", nel Continente, apparentemente a causa dell'esportazione di pesce scambiato per il vino a La Rochelle.
Gli O'Donnell furono patroni delle arti e dei benefici religiosi. In particolare, uno, Manus O'Donnell, scrisse la biografia di ColmCille (San Columba). Erano anche i patroni dei francescani nell'Abbazia di Donegal, e esercitarono lo "jus patronus" per nominare i vescovi.
Gli O'Donnell sconfissero gli O'Neill nella battaglia di Knockavoe del 1522. Nel 1541 Manus O'Donnell prese parte al processo "Resa e regressione". Nel 1567 gli O'Donnell vinsero la Battaglia di Farsetmore contro gli O'Neill, riconfermando la loro autonomia nell'Ulster.
Durante la guerra dei nove anni del 1594-1603, gli O'Donnell di Tyrconnell furono protagonisti, guidati dal famoso principe Red Hugh O'Donnell. Sotto la sua guida e quella del suo alleato Hugh O'Neill, avanzarono verso Kinsale e assediarono le forze inglesi in previsione di un'invasione spagnola. Lungo il percorso, impiantarono alcuni parenti O'Donnell ad Ardfert e Lixnaw, per proteggere i territori del loro alleato, i FitzMaurice, Lord del Kerry. La battaglia di Kinsale fu persa nel 1601, annunciando la fine dell'ordine gaelico e le leggi di Brehon in Irlanda, e il completamento della conquista elisabettiana. In seguito al Trattato di Mellifont del 1603, il nuovo re Giacomo I perdonò Rory O'Donnell e lo creò Conte di Tyrconnell.
Rory si unì poi alla fuga dei Conti nel 1607, il che portò alla conquista del titolo nel 1614, e Tyrconnell e l'Ulster furono colonizzati nell'ambito della Plantation of Ulster. Rory, ultimo re di Tyrconnell, morì in esilio a Roma nel 1608.